# Armavir (provincie)
Armavir (Armeens: Արմավիր; [ɑɾmɑˈviɾ]ⓘ) is een provincie ("marz") in Armenië en ligt in het zuidwesten van het land, gelokaliseerd in de Ararat-vallei tussen de bergen Ararat en Aragats. Het grenst direct aan Turkije, hoewel deze grens gesloten is voor verkeer.
In de provincie ligt de religieus belangrijke plaats Etsjmiadzin, het centrum van de Armeens-Apostolische Kerk en de historische stad Sardarapat.
Armavir grenst aan de volgende marzer (provincies):
- Aragatsotn - noorden
- Ararat - zuidoosten

Armavir grenst ook nog aan de stedelijk marz Jerevan.

## Demografie
Armavir telt ongeveer 265.800 inwoners in 2016, waarvan 84.000 in stedelijke nederzettingen en 181.800 in dorpen op het platteland. In 2012 woonden er ongeveer 267.100 inwoners, waarvan 85.300 in stedelijke gebieden en ongeveer 181.800 in dorpen op het platteland. In het jaar 2001 woonden er nog ongeveer 276.200 inwoners. 
De meeste inwoners zijn Armeniërs (93.1 procent), gevolgd door Jezidi's (6.4 procent). 
Het geboortecijfer bedraagt 12,8‰ in 2016. Het sterftecijfer bedraagt 8,8‰ in dezelfde periode. De natuurlijke bevolkingstoename bedraagt ongeveer +4,0‰. Toch daalt de bevolking vanwege emigratie.